# Lee Dong-hae
Lee Dong-hae (sinh ngày 15 tháng 10 năm 1986), thường được biết đến với nghệ danh Donghae, là một nam ca sĩ, nhạc sĩ và người mẫu người Hàn Quốc. Hiện tại, anh đang là thành viên của nhóm nhạc Super Junior, nhóm nhỏ Super Junior-M và Super Junior-D&E. Donghae là nhạc sĩ tham gia sáng tác nhiều bài hát của Super Junior và cả Super Junior-D&E, anh còn là một trong những thành viên nhảy chính trong nhóm cùng với Eunhyuk, Shindong và Leeteuk. Ngoài ra anh còn là một trong 4 nghệ sĩ được in chân dung trên tem thư tại Trung Quốc.
Vào năm 2023, Donghae đã cùng với Eunhyuk quyết định không gia hạn hợp đồng với SM Entertainment và sau đó rời khỏi công ty này. Mặc dù đã rời khỏi SM Entertainment nhưng cả hai đều vẫn còn là thành viên của nhóm Super Junior. Cả hai hiện đang thành lập và là CEO của một công ty riêng có tên là ODE Entertainment.

## Tiểu sử

### 1986-2005: Thời thơ ấu và những hoạt động trước khi debut chính thức
Donghae sinh ra tại Mokpo, Jeolla Nam ngày 15 tháng 10 năm 1986 trong một gia đình theo Kitô giáo. Ban đầu, Donghae định trở thành một vận động viên điền kinh nhưng dưới sự ảnh hưởng của cha, người có mong muốn được trở thành ca sĩ, Donghae đã quyết tâm phấn đấu để thực hiện mơ ước đó.
Năm 2001, Donghae được phát hiện khi đoạt giải nhất hình tượng và giải toàn năng (Best Outward Appearance) với bạn cùng nhóm là Sungmin trong cuộc thi tuyển chọn tài năng trẻ SM (SM Best Youth Contest) lần 3. Sau 4 năm training, tháng 11/2005, SM Entertainment chính thức công bố Donghae là một thành viên của Super Junior. Vài ngày trước khi debut, Donghae đã xuất hiện chút xíu trong “Shin DongYeop’s There Is There Isn’t” của đài SBS. Anh từng được xếp vào một nhóm hát gồm 5 thành viên, cùng với Leeteuk. Tuy không thành nhưng một vài cái tên cũng đã được đặt cho nhóm là "OK", "Smile", và "Pricor". Và cuối cùng, họ đều trở thành thành viên của Super Junior.

### 2005-2008: Debut với Super Junior
Ngày 06 tháng 11 năm 2005, Donghae ra mắt chính thức cùng Super Junior trên chương trình âm nhạc Inkigayo của kênh SBS, biểu diễn bài Twins (Knock out). Lúc ấy, Donghae đã là một thành viên nhảy giỏi trong nhóm. Cùng với Eunhyuk và Shindong, anh là một trong những trụ cột về vũ đạo và rap trong Super Junior. Giọng hát của Donghae cũng được liệt vào hàng thứ chính với thành viên cùng nhóm là Sungmin. Anh là một trong 2 người được giao phần solo trong cả hai Super Show (cùng với Kyuhyun). Donghae là người cũng có khả năng sáng tác. Anh sáng tác và biểu diễn solo bài "Beautiful"(trong Super Show 2).
Anh đã thể hiện diễn xuất của mình trong phim tài liệu kinh dị của Super Junior Bí ẩn 6 , phát sóng vào đầu năm 2006. Bộ phim xoay quanh nhân vật trung tâm là Donghae.
Sau khi Kyuhyun được thêm vào nhóm, Donghae cùng Super Junior phát hành đĩa đơn "U" và cho phép download miễn phí vào ngày 25 tháng 5 năm 2006 trên trang web chính thức của nhóm. Đến tháng 9 năm 2007, Super Junior phát hành album tiếp theo "Don't Don".
Vào tháng 8 năm 2006, Donghae đóng vai nam chính trong MV "Key of Heart "phiên bản Hàn Quốc của BoA. Năm 2007, anh lại tiếp tục đóng vai nam chính trong MV Kissing You của một nhóm nhạc đàn em cùng công ty là SNSD. Anh cũng đóng quảng cáo cho nhãn hiệu kem 더위사냥 (Heat Hunt) chung với Leeteuk và CF IVY Club, NII (với Super Junior). Đến cuối tháng 1 năm 2007, Donghae làm MC cho MTV Live Wow.
Tháng 7 năm 2007, anh đóng vai nam chính cùng với Kim Ki-bum trong bộ phim tấn công trai đẹp. Vào tháng 4 năm 2008, Donghae đã được đưa vào nhóm nhỏ Super Junior-M gồm bảy thành viên cùng với Han Geng, Siwon, Kyuhyun, Ryeowook, Zhoumi và Henry. Donghae đã hát bài hát chủ đề cho năm 2011 8th Asia Song Festival, "Dreams Come True", với Seohyun của Girls 'Generation. 
Ngày 22 tháng 2 năm 2008, Donghae cùng với Super Junior bắt đầu Chuyến lưu diễn châu Á đầu tiên có tên Super Junior The 1st ASIA TOUR - Super Show tại Seoul.
Super Junior-M và Donghae đã giành nhiều giải thưởng tại các lễ trao giải của Trung Quốc và nhận được khá nhiều lời khen ngợi sau khi phát hành đĩa đơn Super Girl từ mini album Super Girl. Họ cũng đã được đề cử cho Best Vocal Group (nhóm có giọng hát tốt nhất) trong lễ trao giải Giai Điệu Vàng lần thứ 21. 

### 2009-2011: Cùng với Super Junior nổi tiếng thế giới
Ngày 12 tháng 3 năm 2009, Donghae cùng Super Junior đã phát hành album phòng thu thứ ba Sorry, Sorry. Bài hát chủ đề của album là Sorry Sorry, đã trở thành một hit lớn,[58] đạt thành tích chiến thắng 10 lần liên tiếp trong các chương trình quảng bá âm nhạc hàng tuần tại Hàn Quốc, và đã phá kỉ lục khi trụ vững ở vị trí số 1 tại KKBOX Đài Loan trong 37 tuần. "Sorry Sorry" đã gặt hái được nhiều thành công ở cả trong nước và quốc tế, trở thành đĩa đơn bán chạy nhất của nhóm tại thị trường Hàn Quốc. Album cũng thắng lớn tại Golden Disk Awards lần thứ 24, trong đó có giải thưởng quan trọng nhất là Disk Daesang Award (Album của năm). Sau thành công của Sorry Sorry, Donghae cùng với Super Junior cũng bắt đầu chuyến lưu diễn châu Á lần thứ hai của nhóm có tên Super Junior The 2nd ASIA TOUR - Super Show 2 từ ngày 17 tháng 7 năm 2009 với điểm dừng chân đầu tiên là ở Seoul. 
Năm 2009, Kim Ki-bum tạm ngừng hoạt động để tập trung vào nghiệp diễn xuất, Kangin lên đường nhập ngũ và Han Geng chính thức rời khỏi nhóm. Chỉ còn 10 thành viên, Super Junior đã phát hành album phòng thu thứ 4 Bonamana vào tháng 5 năm 2010. Để quảng bá album, Donghae và Super Junior đã khởi động chuyến lưu diễn vòng quanh châu Á lần thứ 3 Super Junior The 3rd ASIA TOUR - Super Show 3 trong năm 2010 - 2011. Giữa chuyến lưu diễn Super Show 3, họ cũng tham gia chuyến lưu diễn SMTown Live '10 World Tour với các điểm dừng chân là ở Los Angeles, Paris, Tokyo và New York. 
Ngày 27 tháng 3 năm 2010, Donghae cùng 7 thành viên khác của Super Junior đã đến biểu diễn tại Việt Nam trong chương trình MTV Exit (End Exploitation and Trafficking – Chấm dứt Nạn Bóc lột và Buôn bán Người). Ngày hôm sau, anh vẫn ở lại Việt Nam cùng với Leeteuk để đi thiện nguyện. 
Năm 2011, Donghae cùng Super Junior phát hành album vol 5 Mr.Simple,. Vào ngày 1 tháng 9,  Heechul lên đường nhập ngũ. Vào tháng 11, Donghae và Super Junior bắt đầu chuyến lưu diễn vòng quanh thế giới lần đầu tiên, Super Junior The 1st World Tour - Super Show 4, đi đến 10 thành phố trên khắp thế giới bao gồm Seoul, Osaka, Đài Bắc, Singapore, Macao, Bangkok, Paris, Thượng Hải, Jakarta. 
Tháng 12 năm 2011, Donghae dẫn đầu danh sách "Thần tượng nào bạn muốn được gặp mặt nhất nếu có cơ hội? " Trong cuộc bình chọn, Donghae của Super Junior là người giành được vị trí số 1, đánh bại các nghệ sĩ khác.
Cũng trong năm 2011, Donghae đóng vai chính với thành viên cùng nhóm là Siwon trong bộ phim truyền hình Đài Loan là Skip Beat! với Ivy Chen. Anh cũng đã hát bài hát chủ đề của bộ phim, "This is Love", cùng với Henry.
Donghae cùng các thành viên của Super Junior và Super Junior-M đã cùng thu âm ca khúc "Santa U Are The One" cho album 2011 Winter SMTown – The Warmest Gift phát hành ngày 13 tháng 12, năm 2011. Anh và Eunhyuk cũng đã phát hành single Oppa, Oppa . Đĩa đơn này được phát hành ở Nhật Bản vào tháng 4 năm 2012.

### 2012: Sự trở lại với Super Junior
Trong tháng 5 năm 2012, Donghae đóng vai nam chính trong bộ phim hài lãng mạn Ms Panda và Mr Hedgehog. Donghae cũng hát ca khúc chủ đề "Plz Do not", được phát hành trực tuyến vào ngày 20 tháng 8.
Vào tháng 4 năm 2012, Kangin xuất ngũ, Donghae đoàn tụ với Super Junior và phát hành album phòng thu thứ sáu của Sexy, Free & Single. Trong phiên bản repackaged của album Spy, Donghae cùng viết lời cho ca khúc "Only U" với Leeteuk và sáng tác ca khúc "Haru". 
Ngày 7 tháng 1 năm 2013, Super Junior-M phát hành album thứ hai của họ, Break Down. Trong tháng 6 năm 2013, Donghae và Eunhyuk phát hành single tiếng Nhật thứ hai của họ, và họ cũng phát hành single "Still You" vào ngày 18 tháng 12 năm 2013.

### 2014 đến nay
Donghae và Eunhyuk đã phát hành album tiếng Nhật đầu tiên Ride Me vào ngày 26 tháng 2 năm 2014. "Motorcycle" là đĩa đơn đầu tiên của album. Chuyến lưu diễn Super Junior D&E The 1st Japan Tour đã được khởi động tại thành phố Nagoya vào ngày 4 tháng 3 năm 2014.
Sau một năm và ba tháng kể từ album thứ hai của họ Break Down ', Donghae trở lại với Super Junior-M để phát hành album thứ ba của họ, Swing . 
Do trùng lịch trình, Donghae từ chối lời đề nghị casting cho bộ phim kinh dị 'Tunnel'; Tuy nhiên, ngay sau đó anh đã được chọn vào vai chính trong phim ngắn The Youth-The Rumor .  Donghae cũng tham gia bộ phim Good Quiz Season 4 với vai Han Si Woo, một nhà nghiên cứu y khoa. Tập đầu tiên được phát sóng vào 18 tháng 5. 
Tháng 5 năm 2014, Donghae đứng đầu cuộc bình chọn Nghệ sĩ Nam Có Ngoại Hình Giống Khủng Long Nhất.
Tháng 8 năm 2014, Donghae và Super Junior thông báo cho sự trở lại của họ với album thứ bảy làMamacita được phát hành trực tuyến vào ngày 29 và tại các cửa hàng vào ngày 1. Trong album này, Donghae cũng tham gia sáng tác và viết lời bài hát cho single thứ hai Shirt, nhận được phản ứng tích cực từ cộng đồng fan: "Ca khúc này là một trong những bài hát năng lượng nhất trong album ngoài ca khúc chủ đề ra." 
Trong tháng 12 năm 2014, Donghae được xếp hạng ở vị trí thứ 34 trên 100 Gương Mặt Đẹp Trai Nhất Của Năm.
Tháng 2 năm 2015, Donghae và Eunhyuk phát hành album tiếng Hàn đầu tiên, The Beat Goes On vào ngày 9 tháng 3 năm 2015. Album gồm bảy ca khúc, bao gồm cả ca khúc chủ đề, Growing Pains. Donghae đã tham gia vào việc sản xuất album cùng với các nhà sản xuất của bộ đôi One Sound, The Underdogs, NoizeBank và nhiều hơn nữa.
Tháng 7 năm 2015, thành viên Yesung xuất ngũ, Donghae và Super Junior đã phát hành album đặc biệt Devil, album cuối cùng trước khi anh cùng với Eunhyuk và Siwon nhập ngũ. Album gồm 10 ca khúc, trong đó Donghae cũng đóng góp sáng tác hai ca khúc Don't Wake Me Up, trình bày cùng với Eunhyuk, nằm trong nhóm nhỏ Super Junior-D&E và ca khúc Alright anh đã lồng tên tất cả các thành viên trong lời bài hát.
Tháng 8 Donghae dẫn đầu Top 10 đẹp trai nhất Hàn Quốc 2015 theo ngay sau anh là hai thành viên cùng nhóm là Leeteuk No. 8, Siwon No. 9.
Chiều ngày 15 tháng 10 năm 2015, vào ngày sinh nhật lần thứ 29 của mình, Donghae chính thức nhập ngũ. Anh phục vụ trong lực lượng cảnh sát Seoul.
9:30 sáng ngày 14 tháng 7 năm 2017, Donghae xuất ngũ sau 21 tháng nghĩa vụ quân sự của mình tại Sở Cảnh sát Seoul.
Ngay sau khi kết thúc nghĩa vụ quân sự, Donghae trở lại công việc chuẩn bị cho album thứ 8 Play cùng nhóm Super Junior được phát hành vào ngày 6 tháng 11 năm 2017. Album gồm 10 ca khúc, trong đó Donghae đã tham gia sáng tác nhạc và viết lời ca khúc "One More Chance". Theo mong muốn của Donghae, bài hát này phải có sự tham gia của 7 thành viên gồm Leeteuk, Heechul, Yesung, Shindong, Eunhyuk, anh và Siwon. Trong quá trình chuẩn bị album, Donghae cùng các thành viên trong nhóm thực hiện quay chương trình thực tế SJ Return, được khởi chiếu vào ngày 9 tháng 10 đến ngày 24 tháng 11 năm 2017 trên Vlive.
Cuối năm 2017, Donghae tham gia một số chương trình giải trí để quảng bá album "Play" với tư cách thành viên Super Junior như "Weekly Idol", "Knowing Brothers".

## Các sáng tác
| Năm  | Song [28]                    | Remarks                                                          |
| ---- | ---------------------------- | ---------------------------------------------------------------- |
| 2007 | I AM (Lyric only)            | Super Junior The 2nd Album Don't Don                             |
| 2009 | Beautiful                    | The 2nd Asia Tour Concert Album Super Show 2                     |
| 2010 | Just Like Now                | It's Okay, Daddy's Girl OST Part 3                               |
| 2010 | Strong Heart Logo Song       | Strong Heart                                                     |
| 2010 | A Short Journey              | Super Junior Album Vol4 Repackage Bonamana                       |
| 2011 | AND                          | Super Junior Album Vol5 Mr. Simple                               |
| 2011 | Oops (Lyric Only)            | Super Junior Album Vol5 Repackage A-CHA                          |
| 2011 | First Love                   | Donghae & Eunhyuk The 1st single " Oppa, Oppa "                  |
| 2012 | This is Love (which is love) | Skip Beat! OST                                                   |
| 2012 | Shimshimtapa Logo Song       | Shimshimtapa Radio Show                                          |
| 2012 | Promise                      | Ms Panda and Mr Hedgehog OST                                     |
| 2012 | Loving You                   | Ms Panda and Mr Hedgehog OST                                     |
| 2012 | Only U                       | As One - "Only U" Digital Single                                 |
| 2012 | Only U (Lyric Only)          | Super Junior Album vol6 Repackage SPY                            |
| 2012 | HARU                         | Super Junior Album vol6 Repackage SPY                            |
| 2013 | Still You                    | Donghae & Eunhyuk đĩa đơn tiếng Nhật                             |
| 2014 | Wonderland                   | Donghae & Eunhyuk The 3rd Single "Skeleton"                      |
| 2014 | Shirt                        | Super Junior Album vol 7 Mamacita                                |
| 2014 | 1+1=LOVE                     | Super Show 6, Donghae & Eunhyuk The Beat Goes On Special Edition |
| 2015 | Growing Pains                | Donghae & Eunhyuk first Korean The Beat Goes On                  |
| 2015 | Mother                       | Donghae & Eunhyuk first Korean The Beat Goes On                  |
| 2015 | Don't Wake Me Up             | Super Junior Special Album Devil                                 |
| 2015 | Alright                      | Super Junior Special Album Devil                                 |
| 2017 | One More Chance              | Super Junior Album vol 8 Play                                    |
| 2017 | Perfect                      | Donghae x Cadillac                                               |
| 2018 | Sunrise                      | Super Junior D&E 2nd Japanese Album Style                        |
| 2018 | 'Bout you                    | Super Junior D&E 2nd Mini Album 'Bout you                        |
| 2018 | Victory                      | Super Junior D&E 2nd Mini Album 'Bout you                        |

### Phim điện ảnh
| Năm  | Tựa đề                                  | Vai       | Ghi chú                    |
| ---- | --------------------------------------- | --------- | -------------------------- |
| 2007 | Tấn công trai đẹp 꽃미남 연쇄 테러 사건 | Cá nhân   | Chỉ phát hành tại Hàn Quốc |
| 2014 | The Youth/The Rumor                     | Vai chính |                            |

### Phim truyền hình
| Năm       | Tựa đề                      | Vai                         | Đơn vị   | Ghi chú                 |
| --------- | --------------------------- | --------------------------- | -------- | ----------------------- |
| 2007-2008 | Explorers of the Human Body | Cá nhân                     | SBS      | Series regular (13 tập) |
| 2009      | Stage of Youth              | Cá nhân                     | CCTV2    | Khách mời (Tập 12)      |
| 2010-2011 | It's Okay, Daddy's Girl     | Choi Wook-gi                | SBS      | Vai phụ                 |
| 2011-2012 | Skip Beat!                  | Shang Jieyong / Bu Po Shang |          | Vai chính               |
| 2012      | Miss Panda and Mr Hedgehog  | Seung Ji                    | ChannelA | Vai chính               |
| 2014      | God's Quiz Season 4         | Han Shi-woo                 | OCN      | Vai chính               |